# 地獄太夫

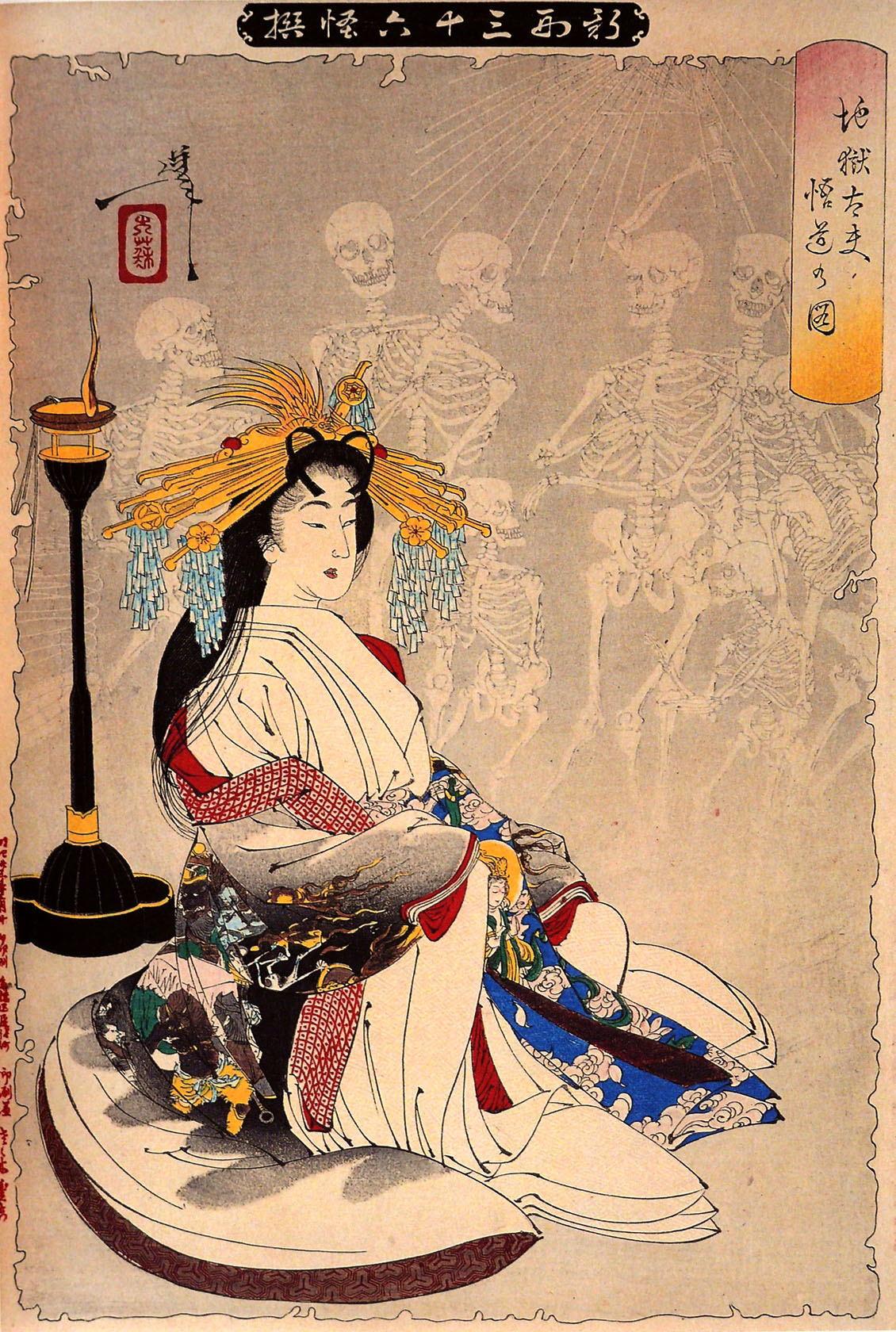
月岡芳年『新形三十六怪撰』より「地獄太夫悟道の図」

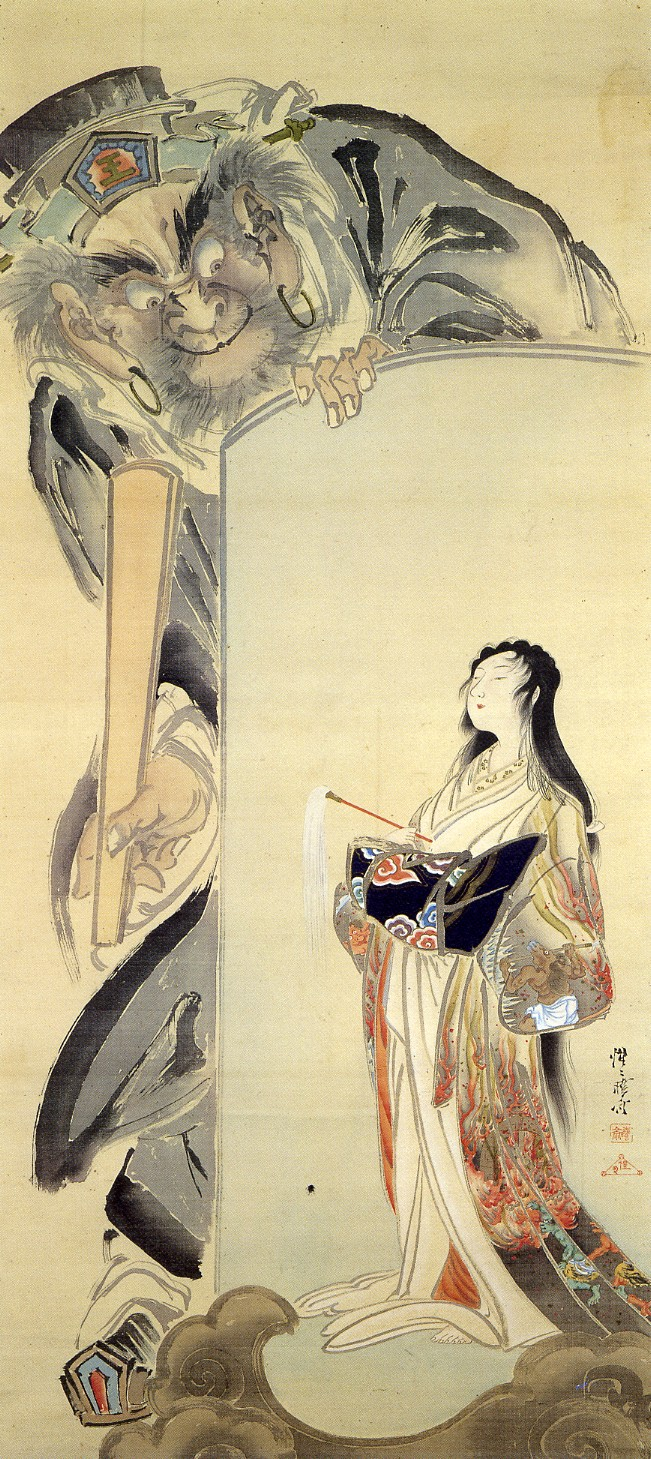
河鍋暁斎「閻魔と地獄太夫図」（プライスコレクション）

地獄太夫（じごくたゆう、生没年不詳）は、室町時代の遊女。梅津嘉門景春の娘で、幼名は乙星。

## 人物
如意山中で賊にとらわれたが、あまりの美貌のため遊女として売られ、泉州堺高須町（現大阪府堺市堺区高須町）の珠名長者に抱えられた。「現世の不幸は前世の戒行が拙いゆえ」であるとして、自ら地獄と名乗り、衣服には地獄変相の図を繍り、心には仏名を唱えつつ、口には風流の唄をうたったという。
一休宗純が堺に赴いた時（元より地獄太夫を見に行ったとも言われる）、彼を目に止め、「山居せば深山の奥に住めよかし ここは浮世のさかい近きに」と歌を送った。単に訳せば「山居（山に住む、つまり出家して寺にいる者を暗喩）しているなら、山の奥に篭っているべきでしょう。ここは浮世の境に近いところですよ」という程度だが、この場合「さかい」を「堺（当時の大都会）」とかけており、また「浮世のさかい近く」全体では、あの世とこの世の境界付近、つまり「地獄（遊郭そのものの隠喩と自分自身の名前）の周辺」とかけている。従って、「出家して俗世と無縁のはずのお坊さんが、山の寺に居らずこんな俗世の中の俗世極まる場所で何をしているのか」、もっと言えば「山猿坊主は山に引っ込んでればいい。ここは都会の遊郭、自分の領域」という暴言とも取れる歌を詠んだとされる。
これに対して一休は、「一休が身をば身ほどに思わねば 市も山家も同じ住処よ」と返す。意味としては「自分はこの身を何とも思わないので（禅宗で言う「空」の悟り）、どこにいても同じことだ」ということになるが、地獄太夫への返歌と考えれば「どこにいようと（あるいは、遊郭で女遊びしようと）俺の勝手」くらいの意味であるとも取れる。その上で、この遊女こそかの名高き地獄太夫であると知ったことから、「聞きしより見て恐ろしき地獄かな」と歎賞するのである。これも単に訳せば「地獄というのは、実際に見てみると聞いていたより遥かに恐ろしいな」というだけであるが、ここでの「地獄」は当然地獄太夫本人を暗喩する。
「恐ろしい」は「人々から聞いた『地獄』の評価」を意味する訳であるから、「地獄太夫が大変に美しい、そして傑出した遊女である」という前評判のことを暗喩する。つまり「実際に見ると、聞いていたより遥かに美しいし、大した女だ」という褒め言葉でありつつ、しかし自分を目に止めていきなり暴言を歌に詠む機転や胆力に対して「恐ろしい」という意味をも込めている訳である。
これを受けた太夫はさらに、「しにくる人のおちざるはなし」と下の句を付けてみせるが、これは「死んで来た人は皆（地獄に）落ちる」という仏教感にかけて、「（自分のところに女遊びを）しに来る人は、みんな（自分に）落ちる」という返しであり、つまり「私と一事に及ぶつもりなら、あなたも覚悟しなさい」と牽制するのである。ただ、これらの句については、
一休「聞きしより見て『美しき』地獄かな」→太夫「『いき』くる人のおち『ざらめやは（も）』」
とする説も根強い。
江戸後期に活躍した浮世絵師・山東京伝らが刊行した『本朝酔菩提全伝』（出版年1800年前後）の中で描かれるやり取りがそうなっているためと思われるが、日本における「地獄」観と合致しない。
『一休関東咄』から100年以上後の書籍であり、また山東京伝が後述のように創作を加えている可能性があることも留意すべきである。
いずれにせよ、この出来事を機に2人は師弟関係を結んだと言われ、有名な狂歌「門松は冥土の旅の一里塚 めでたくもありめでたくもなし」は、一休が太夫に贈ったものとする説もある。
地獄太夫は「我死なば焼くな埋むな野に捨てて 飢えたる犬の腹をこやせよ」という辞世を遺して早世したが、最期を看取った一休は、泉州八木郷の久米田寺に塚を建てて供養したといわれる。ただし、これも山東京伝の創作であるとされる。
山東京伝の「本朝酔菩提」に描かれており、江戸時代から明治時代にかけては数々の絵師により絵画の題材にもなっている。特に河鍋暁斎は、版画・肉筆問わずしばしば地獄太夫を描いている。

## 地獄太夫題材の作品

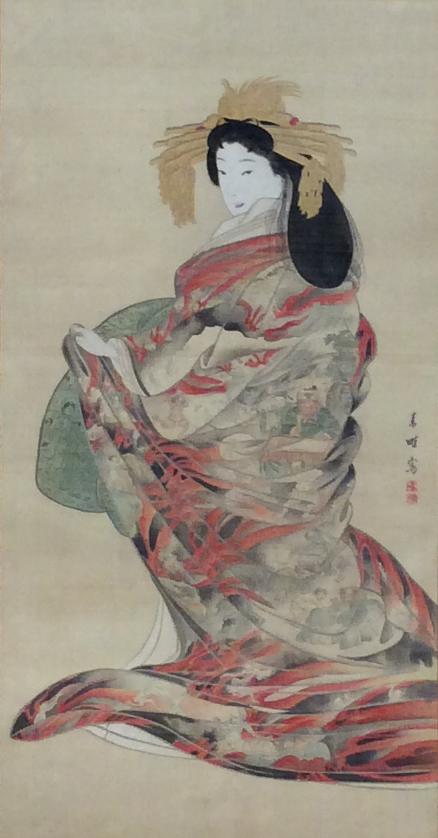
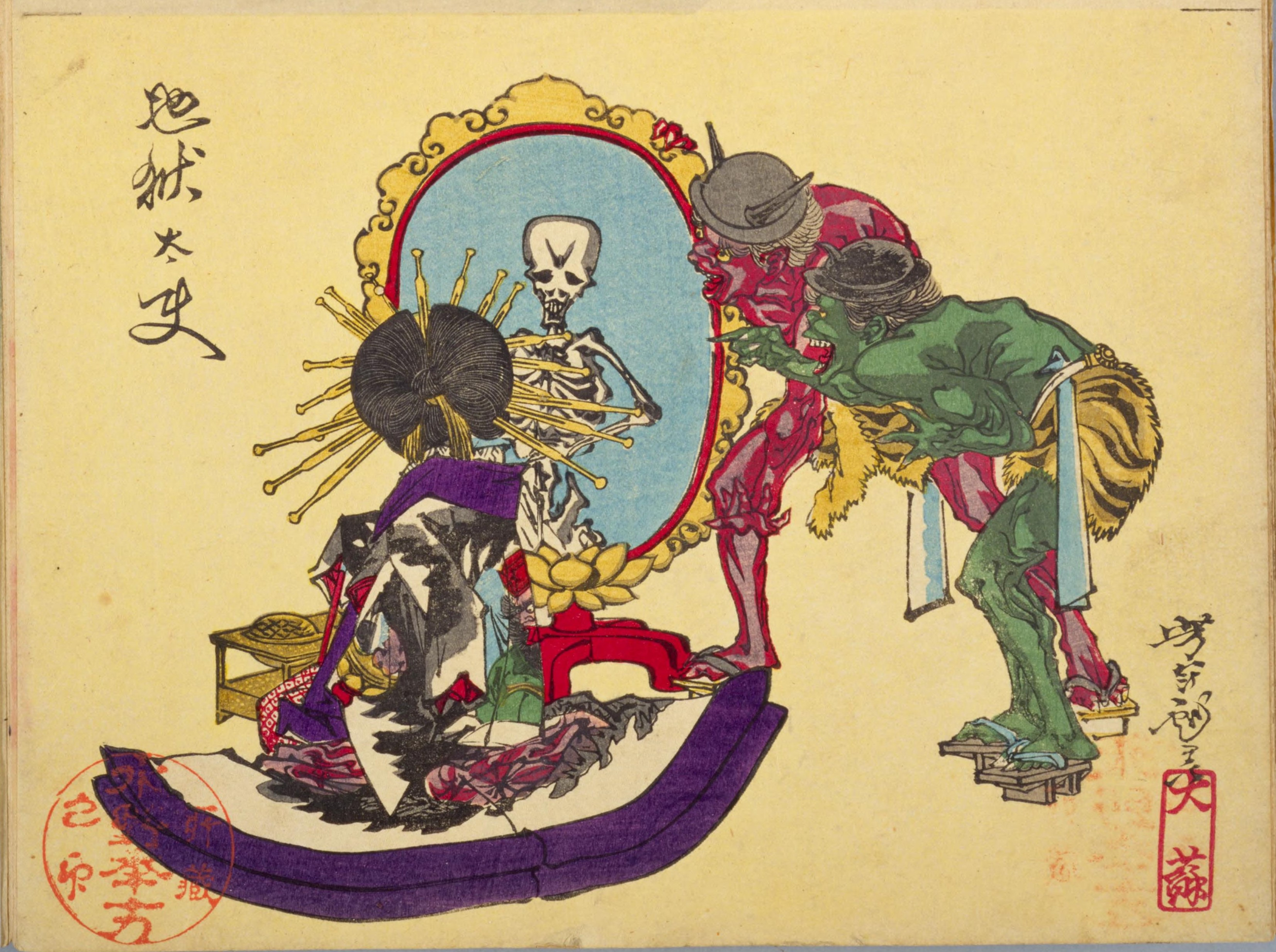
月岡芳年「日進佐渡流刑」
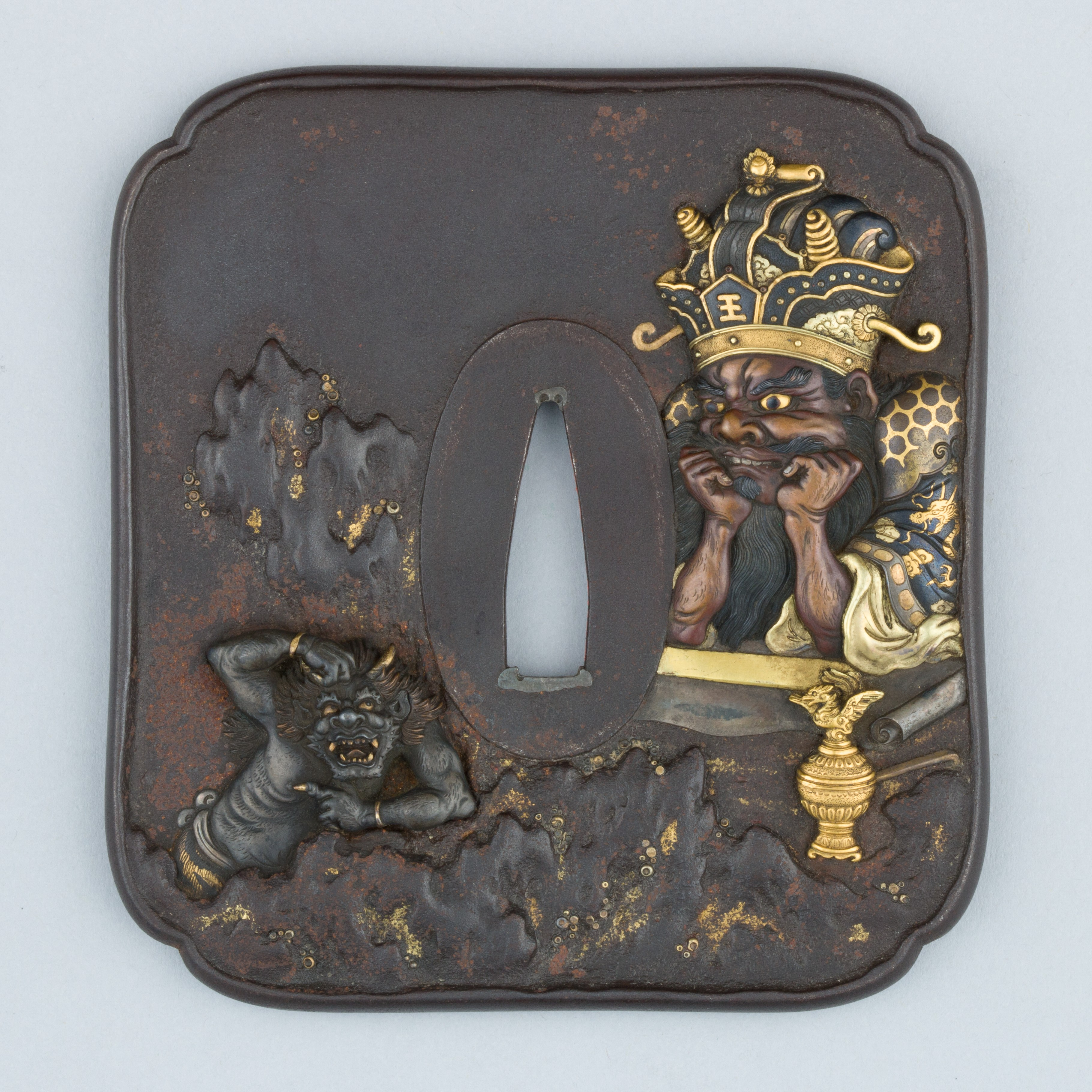
鍔
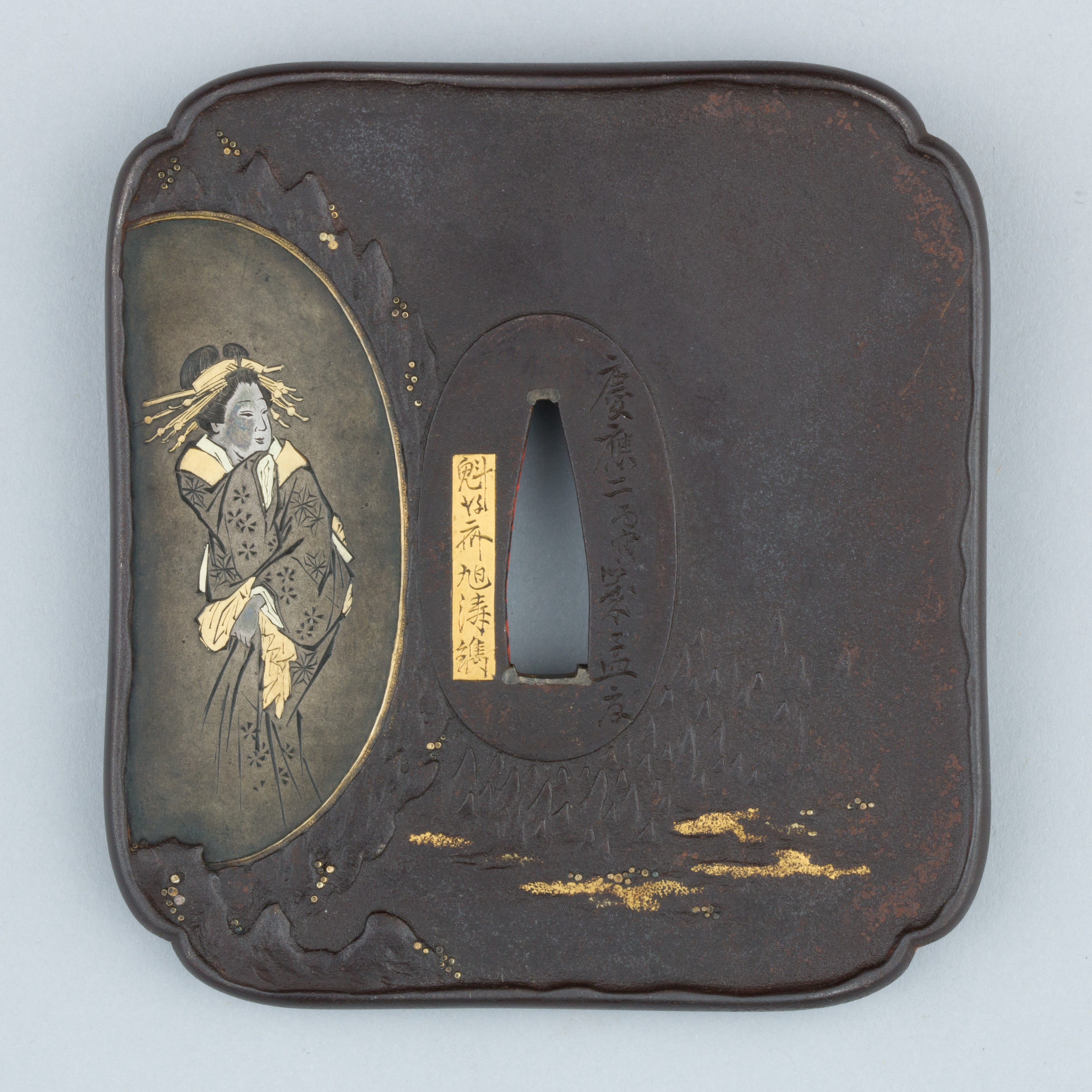
鍔